# Petit mont Tshiasketnashis
Petit mont Tshiasketnashis är ett berg i Kanada.   Det ligger i provinsen Québec, i den östra delen av landet, 1 400 km nordost om huvudstaden Ottawa. Toppen på Petit mont Tshiasketnashis är 559 meter över havet, eller 121 meter över den omgivande terrängen. Bredden vid basen är 1,9 km. Petit mont Tshiasketnashis ligger vid sjön Lac Pallatin.
Terrängen runt Petit mont Tshiasketnashis är platt åt sydost, men åt nordväst är den kuperad.Trakten runt Petit mont Tshiasketnashis är nära nog obefolkad, med mindre än två invånare per kvadratkilometer.. Det finns inga samhällen i närheten.
Omgivningarna runt Petit mont Tshiasketnashis är i huvudsak ett öppet busklandskap.